# Bezzia leucogaster
Bezzia leucogaster är en tvåvingeart som först beskrevs av Zetterstedt 1850.  Bezzia leucogaster ingår i släktet Bezzia och familjen svidknott. Arten är reproducerande i Sverige. Inga underarter finns listade i Catalogue of Life.